# Регулярные клирики
Регулярные клирики — в Католической церкви разновидность монашеского ордена, члены которого занимаются пастырской деятельностью, а также образованием и делами милосердия. Регулярные клирики не находятся в строгом затворе, и более ориентированы на общественную деятельность, чем монахи и регулярные каноники. Они освобождены от общинного чтения Литургии часов, обязательного для монахов созерцательных орденов.
Первым орденом регулярных клириков стали театинцы, образованные в 1524 году. До конца XVI века было образовано ещё около десятка орденов регулярных клириков, наиболее известными и многочисленными из которых стали иезуиты. Некоторые из этих орденов впоследствии были распущены. В настоящее время в Католической церкви существует восемь орденов регулярных клириков:
- Варнавиты
- Иезуиты
- Камиллианцы
- Пиаристы
- Сомаски
- Театинцы
- Орден регулярных клириков Божией Матери
- Орден меньших регулярных клириков

## Орден регулярных клириков Божией Матери
Орден регулярных клириков Божией Матери (Ordo Clericorum Regularium Matris Dei, O.M.D.) основан в 1574 году святым Иоанном Леонарди (канонизирован в 1938 году) в Италии, утверждён в 1595 году. Монахи занимаются различными видами пастырской деятельности. В 2009 году в ордене было 89 монахов, из них 50 священников. Ордену принадлежат 17 обителей.

## Орден меньших регулярных клириков
Орден меньших регулярных клириков (Ordo Clericorum Regularium Minorum, C.R.M.) основан в 1588 году в Неаполе. Основное занятие членов ордена — евхаристическое и миссионерское служение. В 2009 году в ордене было 123 монаха, из них 63 священника. Ордену принадлежат 19 обителей, находящихся в Италии и США.
О варнавитах, иезуитах, камиллианцах, пиаристах, сомасках и
театинцах см. соответствующие статьи.